# Ashinal, Yadgir
Ashinal là một làng thuộc tehsil Yadgir, huyện Gulbarga, bang Karnataka, Ấn Độ.